# Calle de Valencia (Barcelona)
La calle de Valencia es una calle del Ensanche de Barcelona. Recibe su nombre por la ciudad de Valencia. Aparece como la calle letra K en el Plan Cerdá. Su denominación actual ya aparece en la propuesta de rotulación de las calles del Ensanche que hizo el escritor, periodista y político barcelonés Víctor Balaguer. El nombre propuesto por Balaguer fue aprobado el 1 de enero de 1900. Limita al norte con la calle de Mallorca y al sur con la calle de Aragón y une la avenida Diagonal con la avenida Meridiana.